# Saint-Martin-au-Bosc
Saint-Martin-au-Bosc ist eine französische Gemeinde mit 274 Einwohnern (Stand: 1. Januar 2022) im Département Seine-Maritime in der Region Normandie (vor 2016 Haute-Normandie). Sie gehört zum Arrondissement Dieppe und zum Kanton Eu (bis 2015 Blangy-sur-Bresle). 

## Geographie
Saint-Martin-au-Bosc liegt etwa 57 Kilometer ostsüdöstlich von Dieppe. Umgeben wird Saint-Martin-au-Bosc von den Nachbargemeinden Campneuseville im Norden, Vieux-Rouen-sur-Bresle im Osten, Aubéguimont im Süden, Richemont im Süden und Südwesten, Saint-Léger-aux-Bois im Westen sowie Réalcamp im Nordwesten.

## Bevölkerungsentwicklung
| Jahr                      | 1962 | 1968 | 1975 | 1982 | 1990 | 1999 | 2006 | 2013 |
| Einwohner                 | 230  | 225  | 225  | 184  | 163  | 173  | 157  | 218  |
| Quelle: Cassini und INSEE |      |      |      |      |      |      |      |      |

## Sehenswürdigkeiten

Kirche Saint-Martin

- Kirche Saint-Martin